# Bing Russell
Pour les articles homonymes, voir Russell.
Bing Russell est un acteur et scénariste américain né le 5 mai 1926 à Brattleboro, Vermont (États-Unis), mort le 8 avril 2003 à Thousand Oaks (Californie), et père de Kurt Russell.

## Filmographie

### Cinéma
- 1951 : The Living Christ Series
- 1953 : Big Leaguer
- 1955 : Crashout : Young Man with Girl in Bar
- 1955 : En quatrième vitesse (Kiss Me Deadly) : Police Detective
- 1955 : Lucy Gallant : One of Casey's Air Force Buddies
- 1955 : Tarantula ! (Tarantula) : Deputy
- 1956 : Le Prix de la peur (The Price of Fear) d'Abner Biberman
- 1956 : Cavalry Patrol (TV) : Jenner
- 1956 : Behind the High Wall d'Abner Biberman : Guard
- 1957 : Teenage Thunder : Used-car salesman
- 1957 : Le Brigand bien-aimé (The True story of Jesse James) : Jayhawker Sergeant
- 1957 : Prisonnier de la peur (Fear Strikes Out) de Robert Mulligan : Ballplayer
- 1957 : Règlement de comptes à O.K. Corral (Gunfight at the O.K. Corral) : Harry (Griffin bartender)
- 1957 : La Chose surgit des ténèbres (The Deadly Mantis) : State Trooper at Train & Bus Wrecks
- 1957 : L'Ingrate cité (Beau James) : Reporter
- 1957 : Le Pays de la haine (en) (Drango) : Lieutenant with Supply Wagon
- 1957 : L'Oasis des tempêtes (Belgique : Oasis de la terreur) (The Land Unknown) de Virgil W. Vogel : Radio operator
- 1957 : Bombardier B-52 (Bombers B-52)
- 1957 : Ride a Violent Mile : Norman
- 1958 : Suicide Battalion Lt. Chet Hall
- 1958 : Cattle Empire : Douglas Hamilton
- 1959 : Terre de violence (Good Day for a Hanging) de Nathan Juran : George Fletcher
- 1959 : Rio Bravo d'Howard Hawks : Cowboy murdered in saloon
- 1959 : Les Cavaliers (The Horse Soldiers) : Dunker, Yankee Soldier Amputee
- 1959 : Le Dernier Train de Gun Hill (Last Train from Gun Hill) : Skag, Belden Hand
- 1960 : Les Sept Mercenaires (The Magnificent Seven) : Robert, (Henry's traveling companion)
- 1961 : Saint of Devil's Island
- 1962 : Stakeout! : Joe
- 1963 : Les Loups et l'agneau (The Stripper) : Mr Mulvaney
- 1964 : One Man's Way : Tom Rayburn
- 1964 : Les Cheyennes (Cheyenne Autumn) : Braden's Telegraph Operator
- 1965 : Sur la piste de la grande caravane (The Hallelujah Trail) : Horner (miner)
- 1966 : Madame X de David Lowell Rich : Police Sgt. Riley
- 1966 : Billy the Kid versus Dracula : Dan 'Red' Thorpe
- 1967 : Ride to Hangman's Tree : Keller
- 1968 : Le Fantôme de Barbe-Noire (Blackbeard's Ghost) : Second Official
- 1968 : La Brigade des cow-boys (Journey to Shiloh) de William Hale : Greybeard
- 1968 : Un amour de Coccinelle (The Love Bug) : Race Track Starter
- 1969 : L'Ordinateur en folie (The Computer Wore Tennis Shoes) : Angelo
- 1971 : Yuma (TV) : Rol King
- 1971 : La Cane aux œufs d'or (The Million Dollar Duck) : Mr Smith
- 1971 : A Taste of Evil (TV) : Sheriff
- 1972 : Pas vu, pas pris (Now You See Him, Now You Don't) de Robert Butler : Alfred
- 1973 : Set This Town on Fire (TV) : Chuck
- 1973 : Satan's School for Girls (en) (TV) : Sheriff
- 1973 : Runaway (TV) : Fireman
- 1974 : A Cry in the Wilderness (TV) : Mr Griffey
- 1974 : The Sex Symbol (TV) : Public Relations Man
- 1974 : Death Sentence (TV) : Trooper
- 1975 : Le Gang des chaussons aux pommes (The Apple Dumpling Gang) de Jack M. Bickham : Herm Dally
- 1976 : Les Nouvelles filles de Joshua Cabe (The New Daughters of Joshua Cabe) (TV)
- 1976 : Arthur Hailey's the Moneychangers (feuilleton TV) : Timberwell
- 1976 : The Loneliest Runner (TV) : Fred Dawkins
- 1979 : Le Roman d'Elvis (Elvis) (TV) : Vernon Presley
- 1987 : Un couple à la mer (Overboard) : Sheriff Earl (Elk Cove)
- 1988 : Meurtre à Hollywood (Sunset) : Studio Guard
- 1989 : Tango et Cash (Tango & Cash) : Van Driver
- 1990 : Dick Tracy : Club Ritz Patron

### comme scénariste
- 1966 : An Eye for an Eye

### Télévision
- 1959 : Au nom de la loi  : saison 2 épisode 11 (Un étrange garçon/Desert seed) : Clay
- 1960 : Au nom de la loi  : saison 2 épisode 25 (Le Joueur/Triple vice) : Bartender
- 1961 : La Quatrième Dimension : saison 3 épisode 2 "L'arrivée" : un employé de l'aéroport
- 1962-1973 : Bonanza (Série TV) : Adjoint du shérif Clem Foster
- 1968 : Le Virginien (TV) saison 06 épisode 02 : (La liste) : Ned Smith
- 1970 : Le Virginien (TV) saison 9 épisode 05 (The mysterious Mr.Tate) : Sheriff Martin